# Défense territoriale (Yougoslavie)
La défense territoriale (serbe/bosnien : Teritorijalna odbrana, croate: Teritorijalna obrana, slovène: Teritorialna obramba, macédonien: Територијална одбрана, abréviation: TO) était une composante des forces armées de l’ancienne république fédérative socialiste de Yougoslavie créée en 1969. 

## Missions
Les principes de base de la défense territoriale étaient l’organisation de la défense du pays au niveau communal en utilisant la population locale, et en appliquant la doctrine l’armée populaire yougoslave fondée sur le peuple armé.

## Organisation
Elle était une force militaire de réserve autonome avec une organisation très décentralisée et indépendante au niveau des républiques socialistes qui composaient la RFS Yougoslavie, alors que l'armée populaire yougoslave (JNA) était l'armée régulière de toute la fédération. Son équipement était constitué d’armes légères, et son personnel était constitué de civils masculins et féminins. On peut estimer qu'entre 1 et 3 millions de Yougoslaves âgés de 15 à 65 ans étaient capables de combattre sous le commandement de la TO comme partisans, en cas d’invasion du pays et de conflit armé. En temps de paix environ 860 000 soldats de la TO effectuaient des périodes de réserve.

## Histoire

### Seconde Guerre mondiale
La Ustaška Obrana a vu le jour en octobre 1941.

La Obrana était une composante de l'UNS (Service de surveillance Oustachis (de)). Dans l'État indépendant de Croatie c'était l'équivalent du SD et du RSHA allemand, c'est-à-dire la police politique et l'organe de sécurité du régime croate nazi.

La Brigade Obrana était principalement affectée à la garde et au fonctionnement du camp de concentration de Jasenovac créé par la NDH. Cette brigade a également participé à des razzias, des expéditions punitives contre les villages occupés par les Partisans yougoslaves dans la région de Jasenovac-Novska. Dans les dernières semaines de la guerre cette unité, considérée comme une unité d'élite, a été engagée dans de violents combats. 

### Dissolution
La libéralisation du pays et les premières élections libres au printemps 1990, ont amené les agents du contre-espionnage de l’armée yougoslave (KOS) à prévoir la défaite du parti communiste yougoslave et les victoires des partis indépendantistes en Slovénie et Croatie. Ainsi, pour nombre de généraux yougoslaves, il était impensable que les nouveaux dirigeants puissent disposer de l’important arsenal d’armes légères dont était dotée la défense territoriale et qui était la propriété des républiques qui composaient la RFS Yougoslavie. Avec plus ou moins de succès, l’armée yougoslave confisquera ces armes pour les placer sous son contrôle. 
- En Slovénie :

Les premières élections libres en avril 1990, ont vu la victoire du parti des réformistes et indépendantistes du DEMOS. Mieux organisés et moins infiltrés par le contre-espionnage (KOS), et avec l’aide de Janez Janša, ministre de la défense, la défense territoriale slovène réussit à préserver 40 000 armes légères et place sous son contrôle le jour de la proclamation d’indépendance, le 25 juin 1991, 30 000 armes supplémentaires.
- En Croatie :

Sorti victorieux du deuxième tour, en mai 1990, le nouveau pouvoir issu du parti croate du HDZ doit faire face à une surreprésentation de la minorité serbe dans l’administration et dans la police. Le gouvernement croate, moins organisé, moins informé, est également plus infiltré par le contre-espionnage (KOS), qui est parfaitement au courant de toutes ses intentions. L’armée yougoslave confisque environ 260 000 armes de la défense territoriale de Croatie, pour les transférer dans les casernes des régions ou la minorité serbe est nombreuse et dans la république de Bosnie-Herzégovine.